# Dwerghaver-verbond
Het dwerghaver-verbond (Thero-Airion) is een verbond uit de struisgras-orde (Trifolio-Festucetalia ovinae). Het verbond omvat kortlevende plantengemeenschappen van kalkarme, zure tot neutrale zandgronden, vooral bestaande uit eenjarige pionierssoorten en topkapselmossen.

## Naamgeving en codering
| Airion caryophylleo-praecocis (Tx. ex Oberd. 1957) Rivas Mart. 1978 |

- Syntaxoncode voor Nederland (rVvN): r14Ba
- Natura2000-habitattypecode: H2330_dw
- BWK-karteringscode: ha

De wetenschappelijke naam Thero-Airion is afgeleid van de botanische naam van zilverhaver (Aira caryophillea), een veel voorkomende soort in dit verbond. Het prefix Thero- verwijst naar het grote aandeel van therofyten die in de gemeenschappen uit dit verbond worden aangetroffen.

## Fysiognomie
De plantengemeenschappen uit het dwerghaver-verbond worden gekenmerkt door een zeer open vegetatie met volledige afwezigheid van de boom- en de struiklaag.
In de kruidlaag zijn eenjarige planten dominant, zij vormen zich ieder jaar opnieuw uit zaad als de omstandigheden gunstig zijn. De hoofdbloei vindt plaats op het einde van de zomer.
De moslaag is dikwijls opvallend aanwezig met vooral topkapselmossen.

## Ecologie
Het dwerghaver-verbond vinden we op open, droge, kalkarme, zure tot neutrale, weinig voedselrijke, fijne tot grove zandbodems zoals in (land)duinen, zandige bermen en zandgroeven.

## Associaties in Nederland en Vlaanderen
Het dwerghaver-verbond wordt in Nederland en Vlaanderen vertegenwoordigd door slechts één associatie.
- - vogelpootje-associatie (Ornithopodo-Corynephoretum)

## Diagnostische taxa voor Nederland en Vlaanderen

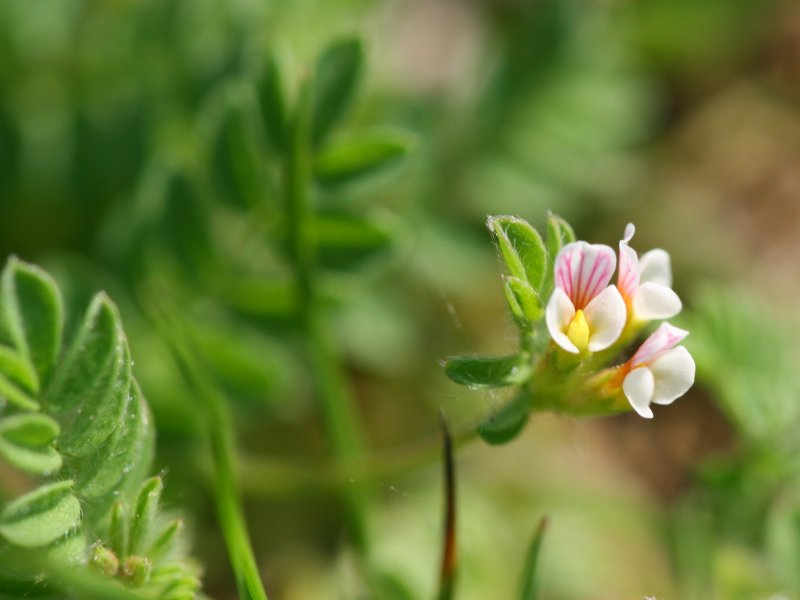
Klein vogelpootje

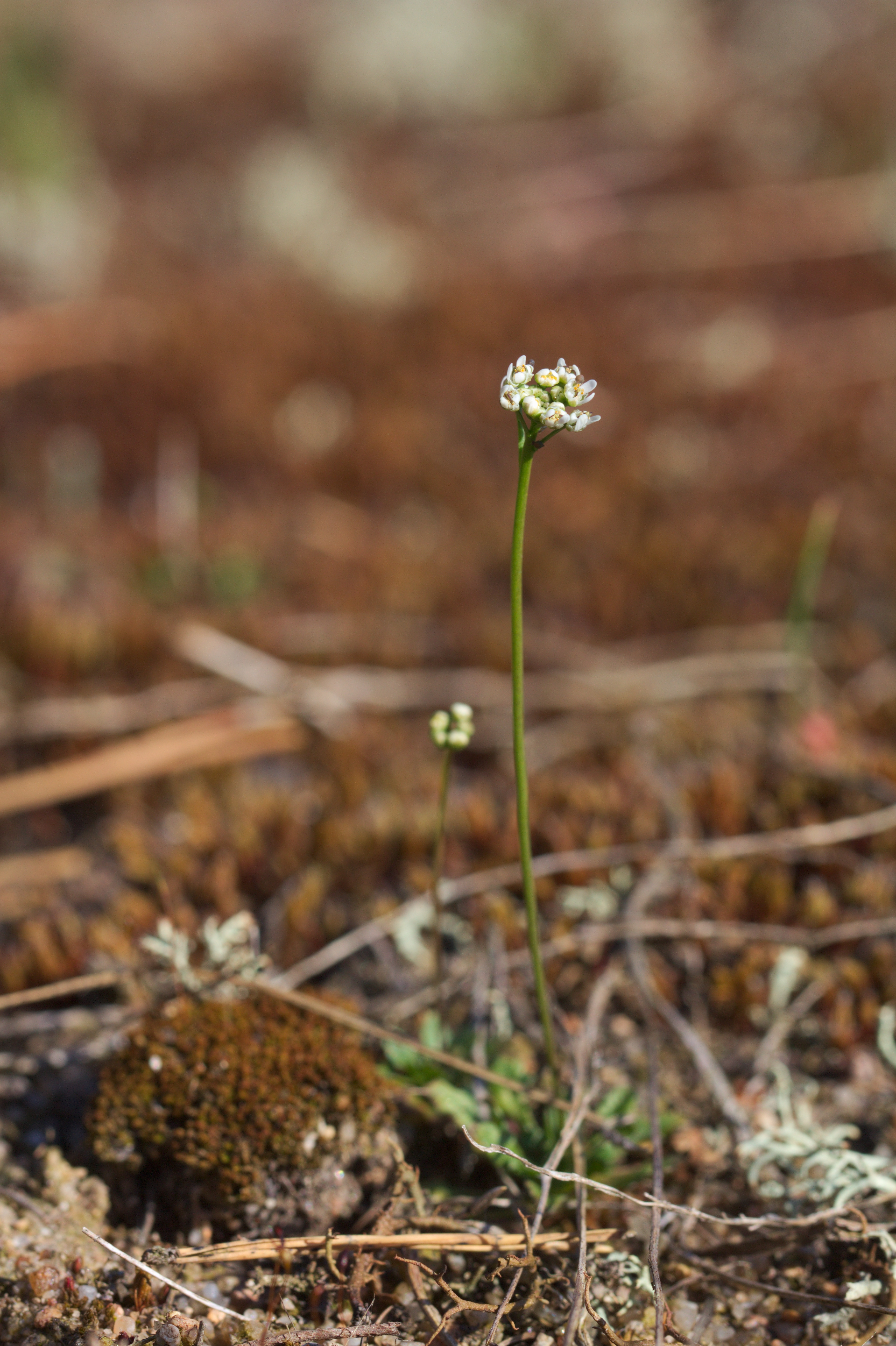
Klein tasjeskruid

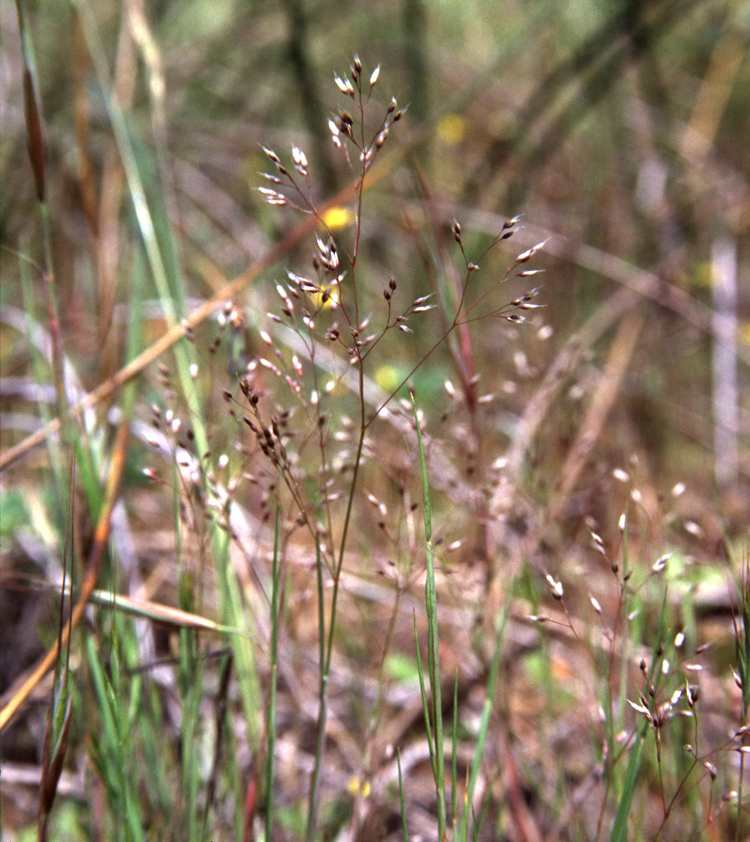
Zilverhaver

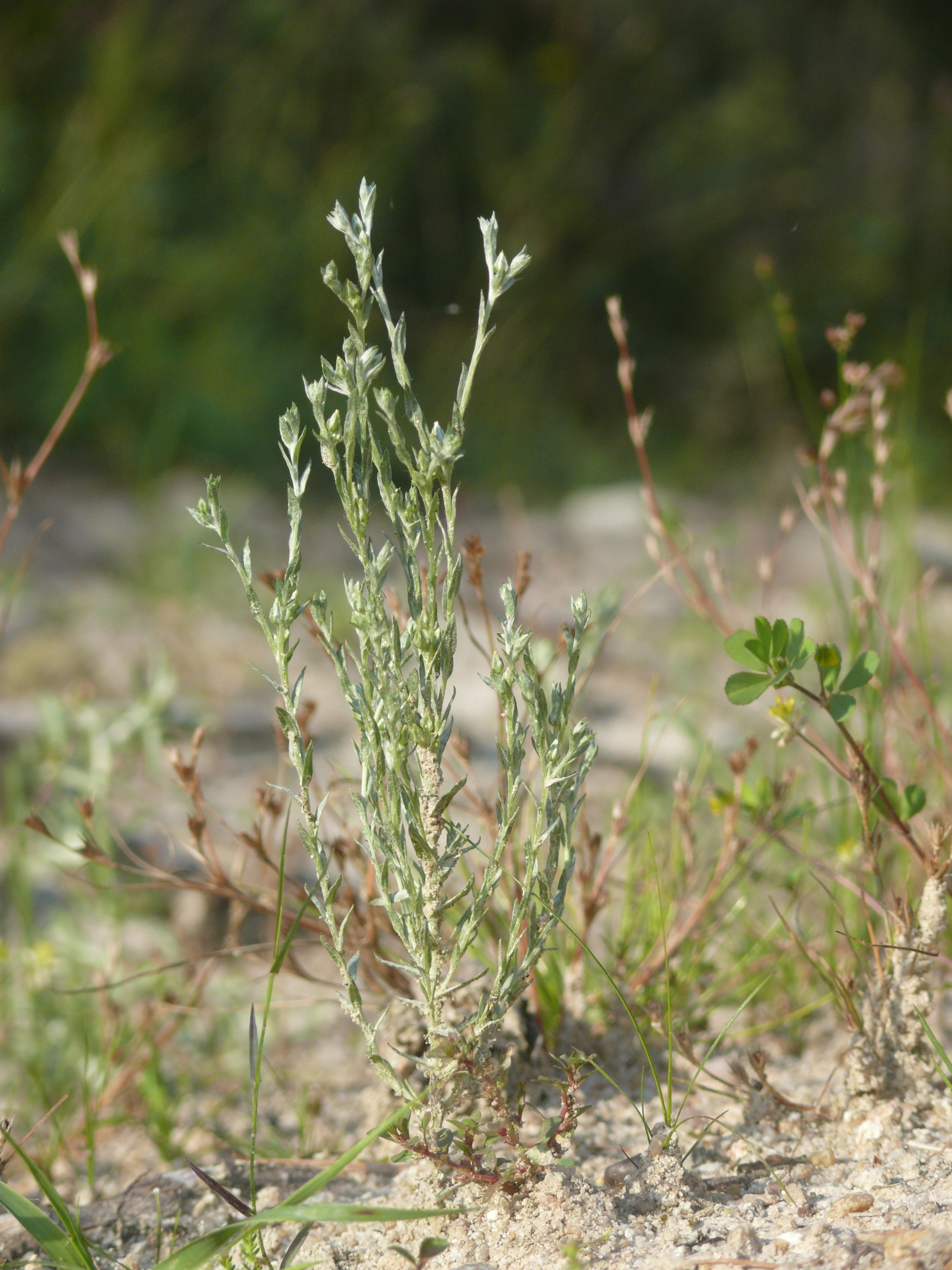
Dwergviltkruid

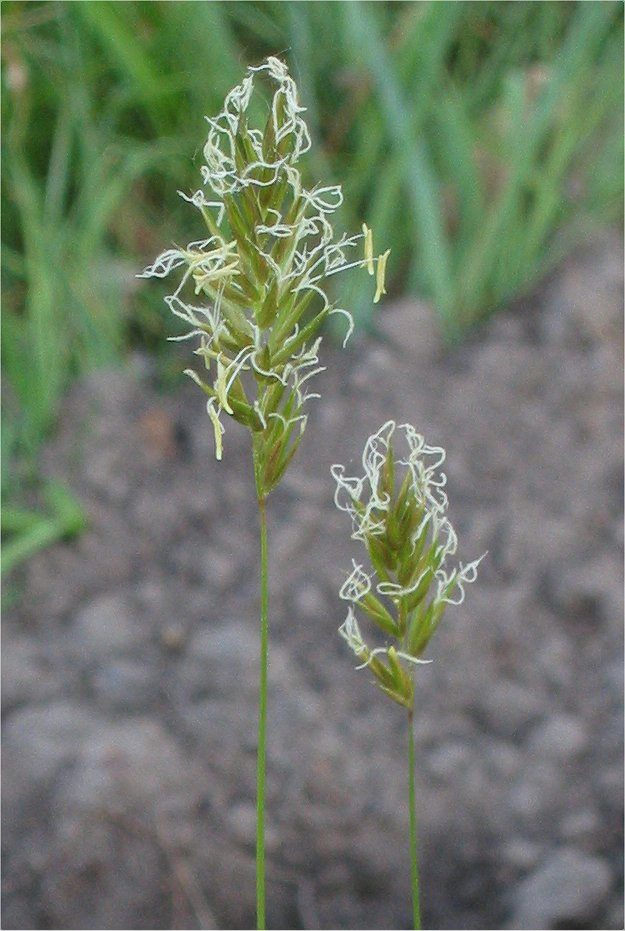
Vroege haver

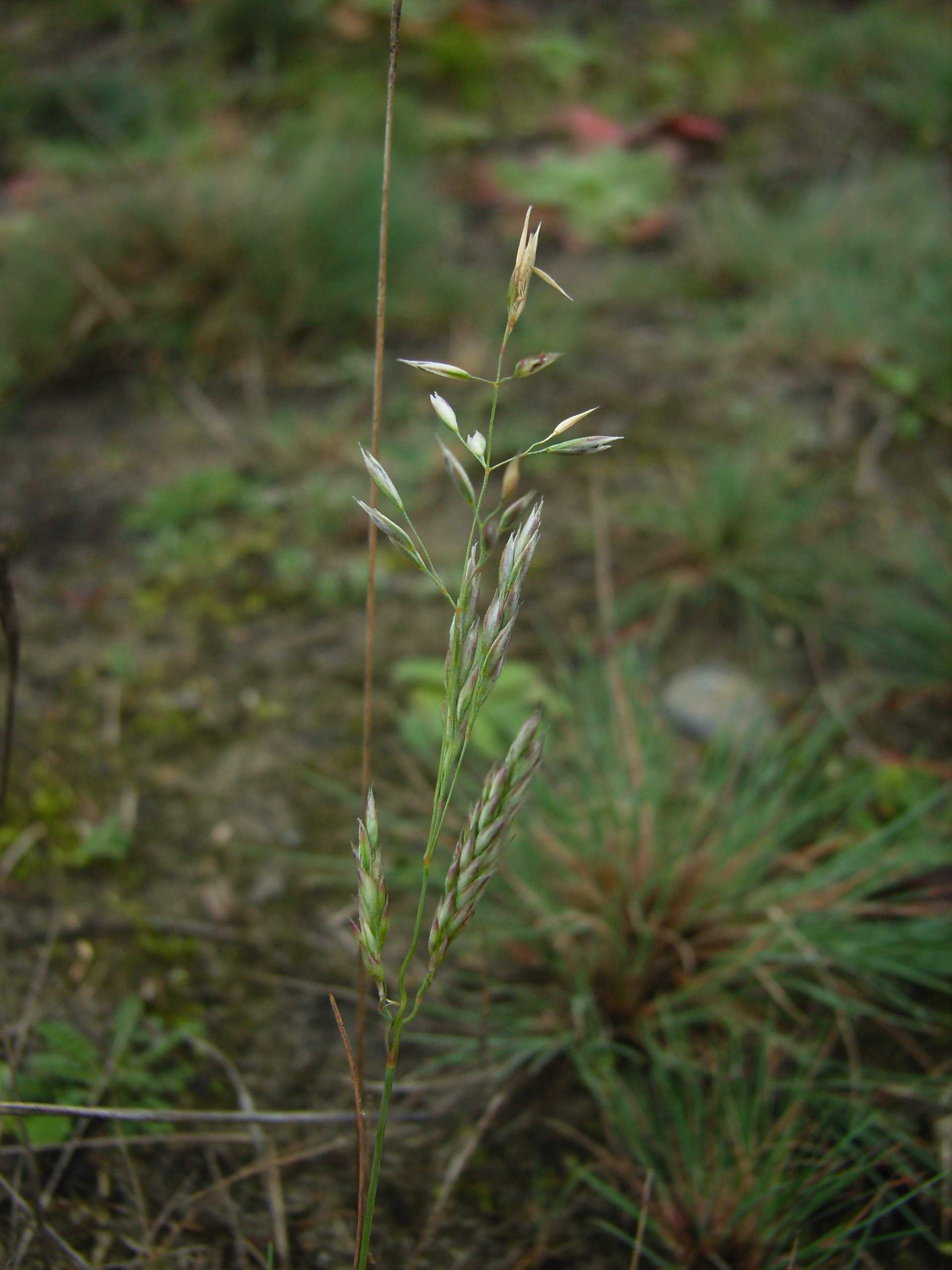
Buntgras

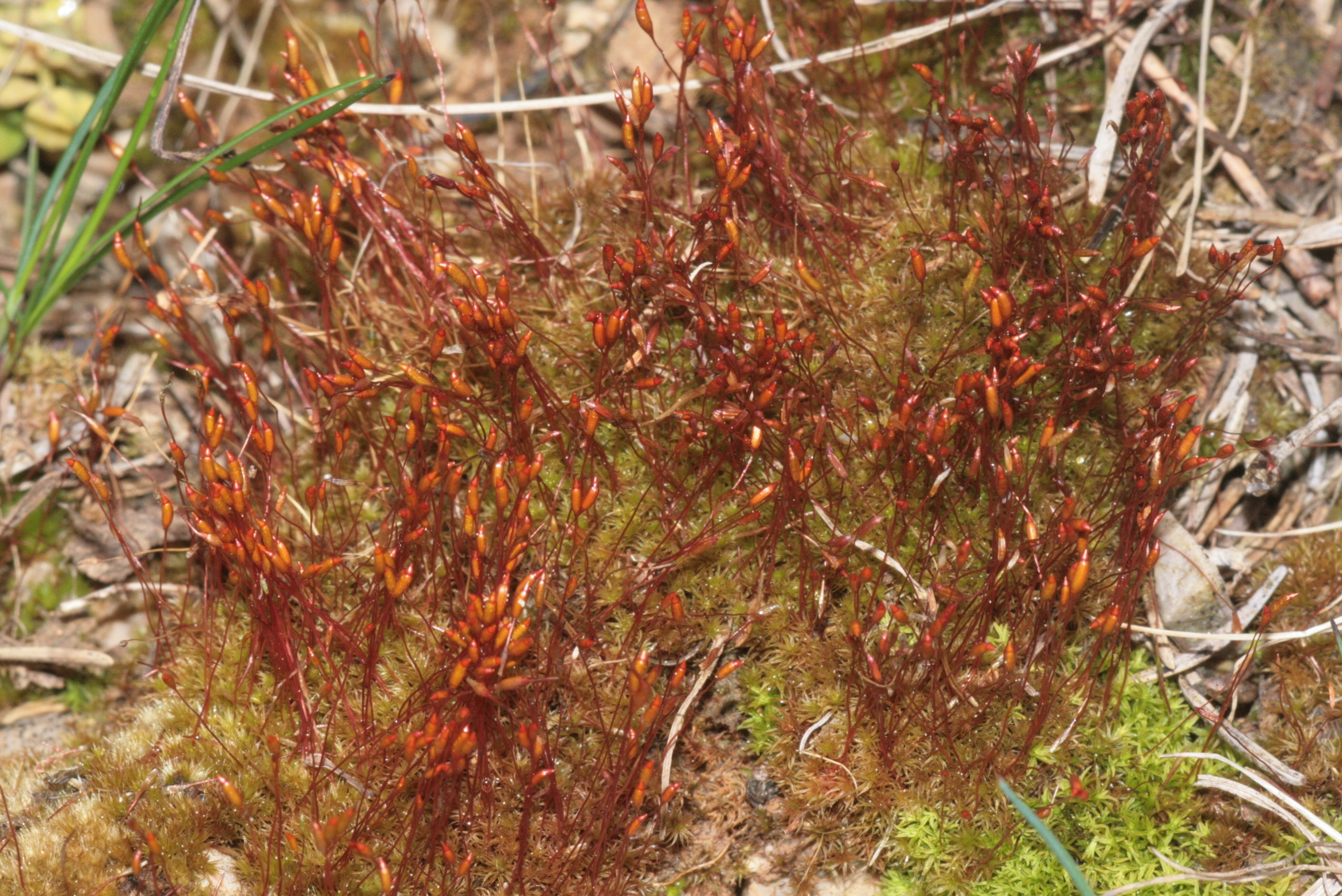
Gewoon purpersteeltje

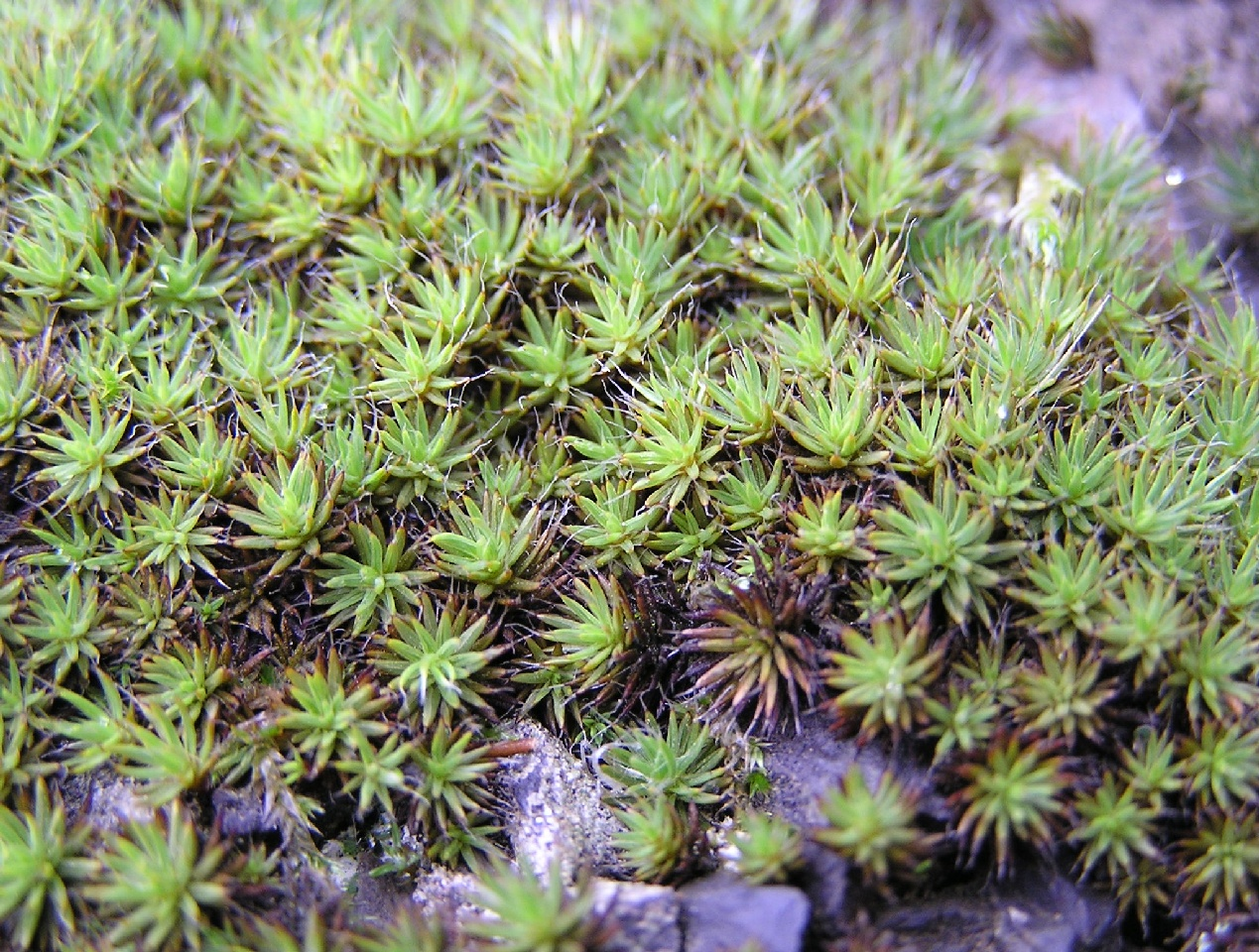
Ruig haarmos

Het dwerghaver-verbond heeft voor Nederland en Vlaanderen dezelfde kentaxa als zijn enige hier voorkomende associatie, de vogelpootje-associatie. In het buitenland worden nog andere kentaxa onderscheiden.
Kruidlaag
| Kentaxon | Diff.soort | Presentie | Triviale naam           | Botanische naam                      | Opmerking                       |
| -------- | ---------- | --------- | ----------------------- | ------------------------------------ | ------------------------------- |
| kV       |            |           | klein vogelpootje       | Ornithopus perpusillus               |                                 |
| kV       |            |           | klein tasjeskruid       | Teesdalia nudicaulis                 |                                 |
| kV       |            |           | zilverhaver             | Aira caryophillea                    |                                 |
| kV       |            |           | dwergviltkruid          | Logfia minima                        |                                 |
| kV       |            |           | Duits viltkruid         | Filago germanica                     |                                 |
| kV       |            |           | kleine hardbloem        | Scleranthus annuus subsp. polycarpos |                                 |
| kV       |            |           | viltganzerik            | Potentilla argentea                  | niet in Nederland en Vlaanderen |
| kV       |            |           | heidespurrie            | Spergula morisonii                   | niet in Nederland en Vlaanderen |
| kV       |            |           | rode schijnspurrie      | Spergularia rubra                    | niet in Nederland en Vlaanderen |
| kV       |            |           | kleine ereprijs         | Veronica verna                       | niet in Nederland en Vlaanderen |
| kV       |            |           | gewoon langbaardgras    | Vulpia myuros                        | niet in Nederland en Vlaanderen |
| kO       |            |           | hazenpootje             | Trifolium arvense                    |                                 |
| kO       |            |           | viltganzerik            | Potentilla argentea                  |                                 |
| kO       |            |           | overblijvende hardbloem | Scleranthus perennis                 |                                 |
| kO       |            |           | liggende klaver         | Trifolium campestre                  |                                 |
| kO       |            |           | klein timoteegras       | Phleum nodosum                       |                                 |
| kK       |            |           | vroege haver            | Aira preacox                         |                                 |
| kK       |            |           | gewoon biggenkruid      | Hypochaeris radicata                 |                                 |
| kK       |            |           | zandhoornbloem          | Cerastium semidecandrum              |                                 |
| kK       |            |           | buntgras                | Corynephorus canescens               |                                 |
| kK       |            |           | zandzegge               | Carex arenaria                       |                                 |
| kK       |            |           | kleine leeuwentand      | Leontodon saxatilis                  |                                 |
| kK       |            |           | geel walstro            | Galium verum                         |                                 |

Moslaag
| Kentaxon | Diff.soort | Presentie | Triviale naam          | Botanische naam       | Opmerking                                                                             |
| -------- | ---------- | --------- | ---------------------- | --------------------- | ------------------------------------------------------------------------------------- |
| kK       |            |           | gewoon purpersteeltje  | Ceratodon purpureus   |                                                                                       |
| kK       |            |           | gesnaveld klauwtjesmos | Hypnum cupressiforme  |                                                                                       |
|          | dV         |           | ruig haarmos           | Polytrichum piliferum | t.o.v. het verbond van gewoon struisgras en het verbond van droge stroomdalgraslanden |

## Biologische Waarderingskaart
In de Biologische Waarderingskaart (BWK) van Vlaanderen en het Brussels Hoofdstedelijk Gewest is deze associatie opgenomen als struisgrasvegetatie (ha) subtype Dwerghaververbond.
Dit vegetatietype staat gewaardeerd als 'biologisch zeer waardevol'.

## Fotogalerij

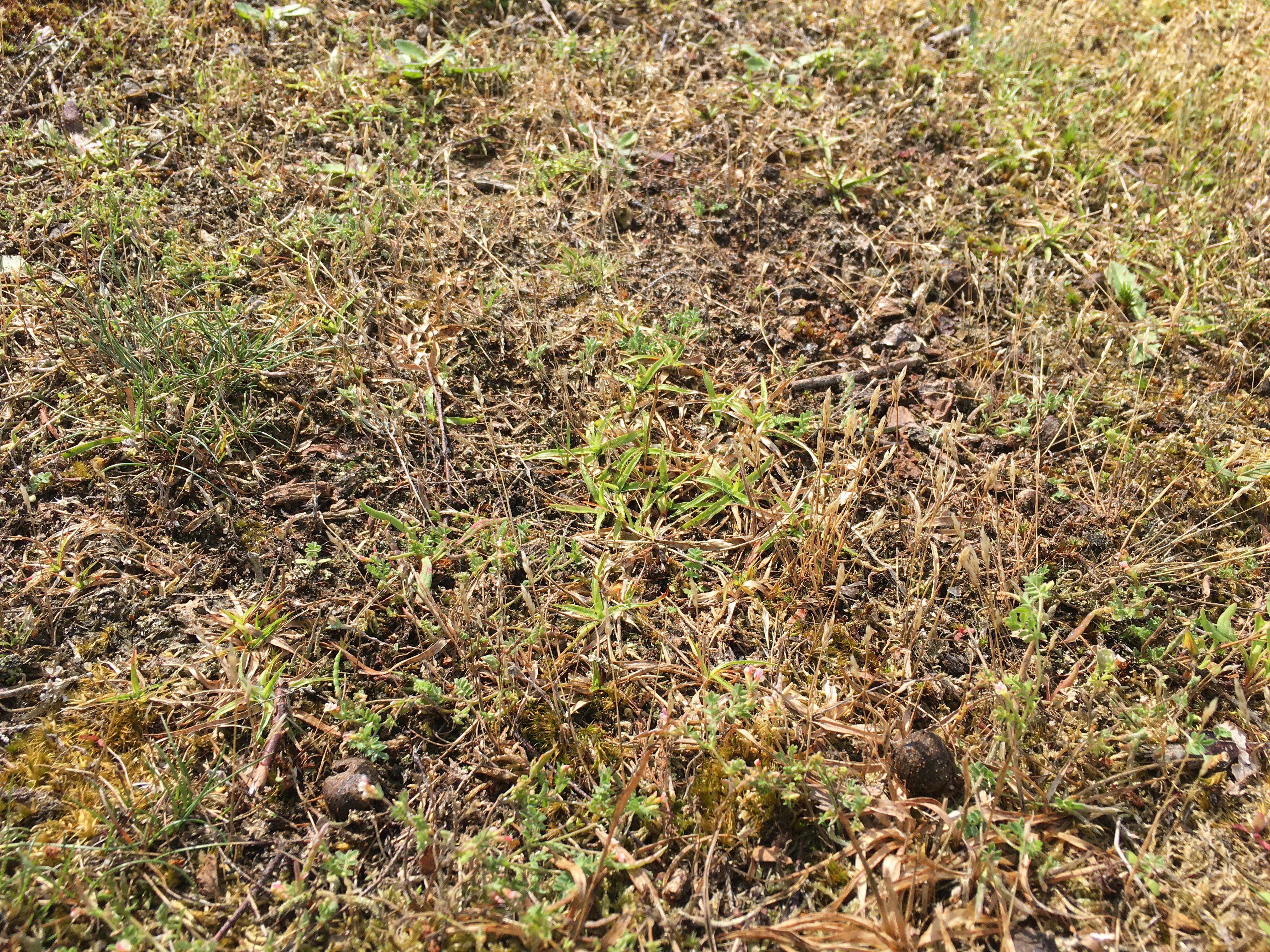
Vogelpootje-associatie